# Лернејска хидра
Лернејска хидра (грч. Λερναία Ὕδρα []) је кћерка стоглавог дива Тифона и полужене-полузмије Ехидне. 
Митолошка водена неман, која је имала девет змијских глава и отрован задах, мада зависно од извора се наводи и различити број глава, али се сви извори слажу да их је било више.

## Митологија
Живела је у јазбини, у мочварама крај града Лерна на обали Арголског залива и пустошила све око себе. Људи су против ње били немоћни јер би јој из сваке одсечене главе израсле две нове, а једна од њих је постајала бесмртна. Па ипак, нашао се јунак који је људе ослободио Хидре.
Један од задатака, тачније други задатак, које је добио Херакле од Еуристеја, је био да убије лернејску хидру.
Херакле је стигао до мочваре лернејског језера где је живела хидра. Херакле је прекрио уста и нос тканином да би се заштитио од отровних пара и испалио пламене стрелице у њен брлог да би је намамио напоље, а затим се суочио с њом. Сваки пут кад би одсекао неку њену главу, она би опет нарасла.
Аполодор говори да је Херакле схватио како је овако неће моћи савладати, те је позвао свог нећака Јолаја да му помогне. Он се досетио (можда под утицајем Атине) да спале ране након што одсеку главу. То су и учинили па су на крају убили Хидру.
Херакле је једну њену бесмртну главу поставио испод великог камена на светом путу између језера и Елеја, а потом је умочио стрелице у хидрину отровну крв и тако успешно завршио задатак. Стреле умочене у отровну крв Хидре је касније користио како би испунио још неколико задатака.
Друга верзија приче говори да је, након што би одсекао сваку главу, умочио мач у Хидрину крв и користио њен отров да јој главе не би поновно нарасле.
Хера није хтела да призна задатак, јер му је нећак помогао, а хидру је трансформисала у сазвежђе Хидра.
Најстарији сачувани наратив о Хидри појављује се у Хесиодовој Теогонији, а најстарије слике чудовишта се налазе на пару бронзаних фибула из 700. године п. н. е. где се појављује Хидра са шест глава коју убијају Херакле и Јолај.